# Estadio Heraclio Tapia
El Estadio Municipal Heraclio Tapia León se encuentra en la ciudad peruana de Huánuco. Luego de ser remodelado, cuenta con un aforo de veinticinco mil espectadores. Está ubicado geográficamente en una zona de altura.
Se comenzó a construir el año 1972, cuando el León de Huánuco clasificó por primera vez para la primera división del Perú.
Es la sede de los equipos de la ciudad como el León de Huánuco y el Alianza Universidad. Tuvo sus momentos más gloriosos por los años noventa, cuando ahí se jugaba el Campeonato Descentralizado de fútbol profesional peruano.

## Récord de asistencia
El 8 de diciembre del 2010, el estadio albergó la mayor cantidad de personas en su historia, ya que ese día León de Huanuco jugó la final del Campeonato Descentralizado 2010 y 18 090 personas presenciaron aquel 1-1 con la Universidad San Martín. Ese día también se inauguró la tribuna de occidente.

## Partidos internacionales
| Fecha     | Local           | Resultado | Visitante         | Competición            |
| --------- | --------------- | --------- | ----------------- | ---------------------- |
| 17-2-2011 | León de Huánuco | 1-2       | Junior            | Copa Libertadores 2011 |
| 23-2-2011 | León de Huánuco | 1-0       | Oriente Petrolero | Copa Libertadores 2011 |
| 17-3-2011 | León de Huánuco | 1-1       | Grêmio            | Copa Libertadores 2011 |
| 23-8-2012 | León de Huánuco | 2-3       | Deportivo Quito   | Copa Sudamericana 2012 |
| 13-8-2015 | León de Huánuco | 1-3       | Emelec            | Copa Sudamericana 2015 |

## Finales y definiciones
| Fecha      | Local           | Resultado | Visitante     | Competición                      |
| ---------- | --------------- | --------- | ------------- | -------------------------------- |
| 20-12-2009 | León de Huánuco | 0-0       | Tecnológico   | Final Copa Perú 2009 (vuelta)    |
| 8-12-2010  | León de Huánuco | 1-1       | U. San Martín | Final Descentralizado 2010 (ida) |